# Appuntamento al cinema
Appuntamento al Cinema è una rubrica televisiva di informazione cinematografica trasmessa dalle reti Rai dal 1981 e realizzata in collaborazione con la ANICA (ANICAGIS fino al 2010). Il programma è costituito da una serie di trailer dei nuovi film in programmazione nelle sale cinematografiche italiane.

## Sigle
La prima sigla, usata dal 20 settembre 1981 al 5 marzo 1987, era composta da immagini del film di Federico Fellini La città delle donne, accompagnate da un estratto del brano Part II dell'album Les Chants Magnétiques di Jean-Michel Jarre.
La seconda, usata dal 5 marzo 1987 al 31 dicembre 2010 in tre versioni, venne realizzata dal grafico Enzo Sferra della Computer Graphics Europe, mentre il sottofondo musicale venne composto da Tony Carnevale ed eseguito da Massimo Quattrini al sassofono.
Dal 1º gennaio 2011 è subentrata una terza sigla, realizzata in tecnologie 3D dallo studio Brainframes su musica di Pietro Freddi che sul finale riprende un brevissimo frammento della sigla precedente.

## Messa in onda
La trasmissione va in onda sulle principali reti della RAI.

## Loghi

Logo in uso dal 5 marzo 1987 al 31 dicembre 2010
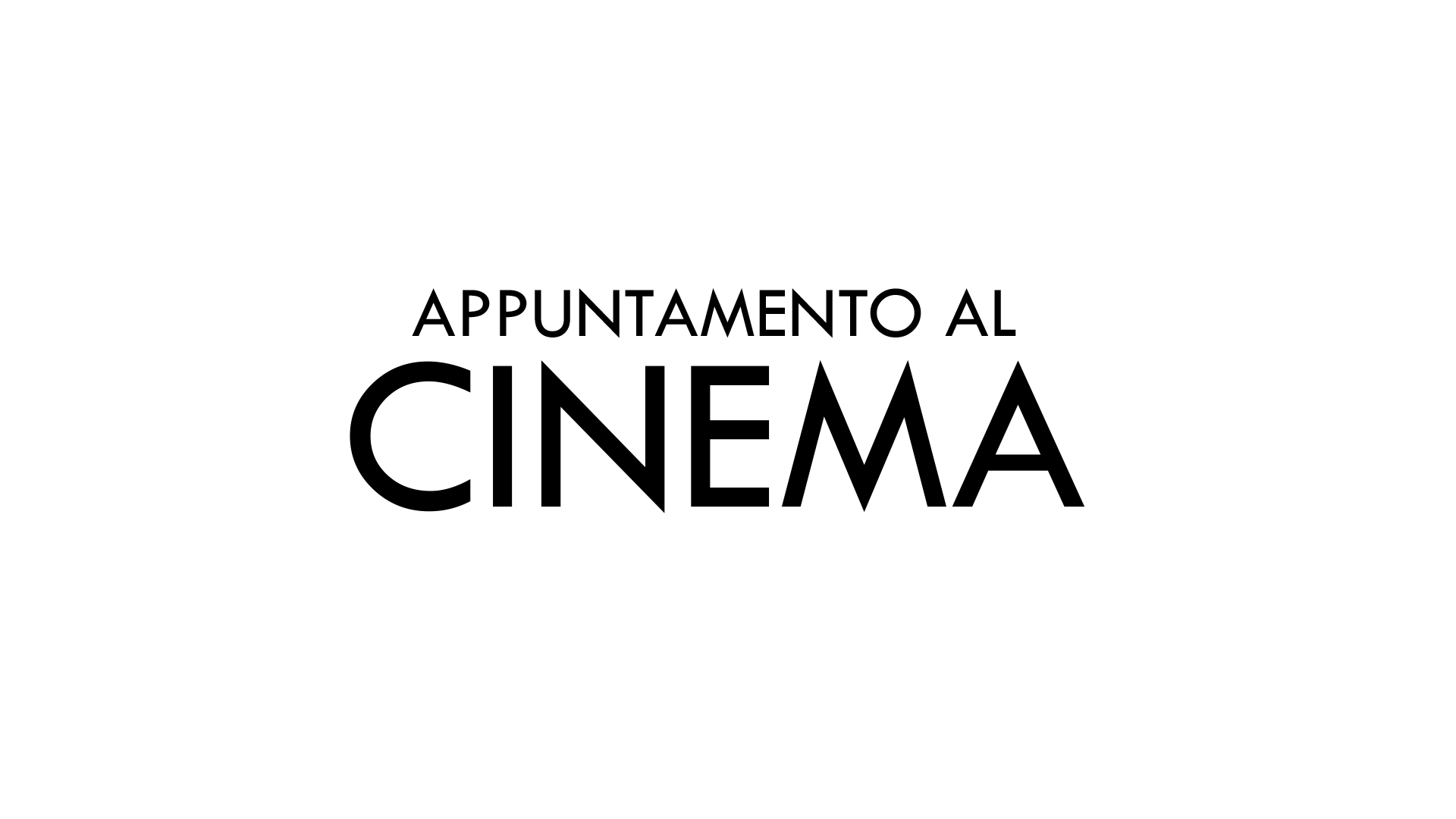
Logo in uso dal 1º gennaio 2011